# Nyíri
Nyíri község Borsod-Abaúj-Zemplén vármegye Sátoraljaújhelyi járásában.

## Fekvése
A Zempléni-hegységben fekszik, a vármegye székhelyétől, Miskolctól mintegy 88 kilométerre északkeletre.
A szomszédos települések észak felől Füzérkomlós, kelet felől Filkeháza, dél felől Bózsva, délnyugat felől Nagyhuta, nyugat felől pedig Telkibánya. Észak felől a legközelebbi település Hollóháza, de közigazgatási területeik nem határosak; abból az irányból Nyíri határszéle Füzérhez tartozó lakatlan külterületekkel érintkezik. A legközelebbi város: Pálháza.

### Megközelítése
Csak közúton közelíthető meg, Kisbózsva vagy Füzérkomlós érintésével a 3725-ös, Bózsva központja felől pedig a 3726-os úton. Határszélét délen érinti még a Hidasnémeti-Gönc-Pálháza közt húzódó 3708-as út is.

## Története
Nyírit 1270-ben említik először Nyri néven. Sokáig a füzéri várhoz tartozott. A falu egykori birtokosai a Hangácsi és az Ónody családok voltak. A 20. század elején Nyíri birtokosa gróf Károlyi László volt.
Határában egykor huszita település volt, a 19. század elején pusztult el. A monda szerint itt született Angyal Bandi, a betyár, aki az Ónody családból származott, és Ónody András néven született.
Nyíri lakossága nagyrészt mezőgazdasággal foglalkozik. A falu a 20. század elején Abaúj-Torna vármegye Füzéri járásához tartozott.
Az 1910-es népszámláláskor 569 lakosából 564 magyar volt, ebből 168 római katolikus, 50 görögkatolikus, 344 református volt.

## Közélete

### Polgármesterei
- 1990–1994: Rédai Zsuzsanna Katalin (független)[4]
- 1994–1998: Rédai Zsuzsanna Katalin (független)[5]
- 1998–2002: Czikó Lászlóné (független)[6]
- 2002–2006: Czikó Lászlóné (független)[7]
- 2006–2010: Czikó Lászlóné (független)[8]
- 2010–2014: Hutkai Sándor András (független)[9]
- 2014–2019: Hutkai Sándor András (független)[10]
- 2019–2024: Orbán József (független)[11]
- 2024– : Orbán József (független)[1]

## Népesség
A település népességének változása:
| Lakosok száma | 388  | 359  | 362  | 374  | 363  | 403  | 416  |
|               | 2013 | 2014 | 2015 | 2021 | 2022 | 2023 | 2024 |

2001-ben a település lakosságának 95%-a magyar, 5%-a cigány nemzetiségűnek vallotta magát.
A 2011-es népszámlálás során a lakosok 97,3%-a magyarnak, 13,4% cigánynak mondta magát (2,7% nem nyilatkozott; a kettős identitások miatt a végösszeg nagyobb lehet 100%-nál). A vallási megoszlás a következő volt: római katolikus 29,7%, református 42,8%, görögkatolikus 9,9%, felekezeten kívüli 3,5% (12,6% nem válaszolt).
2022-ben a lakosság 92%-a vallotta magát magyarnak, 9,1% cigánynak, 7,4% szlováknak, 0,3% szlovénnek, 1,1% egyéb, nem hazai nemzetiségűnek (2,2% nem nyilatkozott; a kettős identitások miatt a végösszeg nagyobb lehet 100%-nál). Vallásuk szerint 26,2% volt római katolikus, 34,7% református, 6,6% görög katolikus, 0,6% egyéb keresztény, 3,6% felekezeten kívüli (28,4% nem válaszolt).

## Nevezetességek
- Református temploma 1802-ben épült.